# Ferdinand von Quast
Ferdinand von Quast (Radensleben, 18. listopada 1850. – Potsdam, 27. ožujka 1939.) je bio njemački general i vojni zapovjednik. Tijekom Prvog svjetskog rata zapovijedao je IX. korpusom i Gardijskim korpusom, te 6. armijom na Zapadnom bojištu.

## Vojna karijera
Ferdinand von Quast rođen je 18. listopada 1850. godine u Radenslebenu. Sin je poznatog pruskog arhitekta i konzervatora Ferdinanda von Quasta starijeg (1807. – 1877.). Quast je pristupio pruskoj vojsci 1870. godine, te je sudjelovao u Prusko-francuskom ratu. Čin pukovnika dostigao je 1903. godine, general bojnikom je postao 1905. godine, dok je 1910. godine promaknut u čin general poručnika kada je dobio i zapovjedništvo nad 6. pješačkom divizijom smještenom u Brandenburg an der Havelu. U ožujku 1913. godine postaje zapovjednikom IX. korpusa smještenog u Altoni na čijem čelu je dočekao i početak Prvog svjetskog rata.

## Prvi svjetski rat
Na početku Prvog svjetskog rata IX. korpus kojim je zapovijedao Quast bio je u sastavu njemačke 1. armije kojom je zapovijedao general Alexander von Kluck. U sastavu te armije Quast je sudjelovao u Bitci kod Monsa i Prvoj bitci na Marni. U kolovozu 1914. Quast je unaprijeđen u generala pješaštva, a za zapovijedanje u Bitci na Sommi odlikovan je 11. kolovoza 1916. ordenom Pour le Mérite. 
U siječnju 1917. dobiva zapovjedništvo nad Gardijskim korpusom kojim zapovijeda do rujna 1917. godine kada postaje zapovjednikom 6. armije zamijenivši na tom mjestu Otta von Belowa. Kao zapovjednik 6. armije sudjeluje u Proljetnoj ofenzivi (ofenziva Georgette) u kojoj je na rijeci Lys gotovo uništio britansku 1. armiju, ali se usprkos toga nije uspio probiti do kanalskih luka što je bio cilj ofenzive. Na čelu 6. armije Quast je dočekao i kraj rata.

## Poslije rata
Nakon završetka rata Quast u siječnju 1919. postaje zapovjednikom njemačkih sjevernih snaga. Nakon potpisivanja mira u Versaillesu ponudio je ostavku koja je i prihvaćena u srpnju 1919. godine.
Ferdinand von Quast preminuo je 27. ožujka 1939. godine u 90. godini života u Potsdamu.

## Vanjske poveznice
(eng.) Ferdinand von Quast na stranici First World War.com

(eng.) Ferdinand von Quast na stranici Prussian Machine.com

(njem.) Ferdinand von Quast na stranici Deutschland14-18.de
| Prethodnik:    | Zapovjednik 6. armije Ferdinand von Quast | Nasljednik: |
| Otto von Below | Zapovjednik 6. armije Ferdinand von Quast | nitko       |